# Ванино
Ва́нино — рабочий посёлок в Хабаровском крае России. Административный центр Ванинского района.
Образует городское поселение Рабочий посёлок Ванино как единственный населённый пункт в его составе.
Расположен на материковом побережье Татарского пролива Японского моря. До 1985 года в состав посёлка Ванино административно входил жилищный массив при лесозаводе, затем выделенный в село Токи.

## История
Глубоководная бухта Ванина (названная в честь военного топографа Иоакима Клементьевича Ванина) открыта в мае 1853 года. Впервые появилась на российских морских картах в 1876 году, благодаря экспедиции по исследованию Татарского пролива.
История заселения поселения начинается с 1907 года, с появлением лесопромышленника Тишкина, отсюда и первое название населённого пункта — Тишкино.
Освоение бухты началось в 1939 году. К тому времени в бухте находилось лишь одно предприятие — Лесоучасток. В это время Ванино, как и всё побережье Татарского пролива, находилось в составе Советского (позднее — Советско-Гаванского) района Приморского края.
21 мая 1943 года Государственный Комитет Обороны СССР издал постановление о строительстве железнодорожной линии Комсомольск-на-Амуре — Советская Гавань и морского порта в бухте Ванина.
Официальная дата основания порта — 18 октября 1943 года. В этот день Дальневосточным морским пароходством утверждено штатное расписание портового пункта Ванино.
В апреле 1944 года был досрочно сдан в эксплуатацию первый пирс, 20 июля 1945 года из Комсомольска-на-Амуре в бухту Ванина прибыл первый поезд. В строительстве дороги большую роль сыграли заключённые, солдаты строительных батальонов, а также около 50 тысяч военнопленных. В посёлке была открыта железнодорожная станция, носящая название «Ванино-Вокзал».
Значение Ванинского порта резко возросло начиная с лета 1946 года, после того, как портовые сооружения в Находке были разрушены взрывом парохода «Дальстрой» (24 июня 1946 года).
Порт Ванино, Ванинский ИТЛ (Ванинский транзитно-пересыльный лагерь) стал пересадочным пунктом для этапов заключённых, следовавших на Колыму. На станции и в порту Ванино происходила перегрузка заключённых из эшелонов на пароходы, следовавшие в Магадан — административный центр ГУ СДС НКВД-МВД СССР «Дальстрой» и Севвостлага.
С окончанием эпохи исправительно-трудовых лагерей в СССР в середине 50-х годов 20-го века порт развивался как торговый, основным предназначением которого был экспорт различных грузов в страны Азиатско-Тихоокеанского региона, преимущественно сырой древесины (лес-кругляк, доска). С 1973 года и по настоящее время работает паромная переправа с материка на Сахалин — из Ванино в Холмск ходят грузопассажирские паромы проекта 1809, которые так и называются — «Сахалин».
В 21 веке порт перепрофилируется на экспорт угля, в связи с чем идёт его значительное расширение за пределы бухты Ванина и интенсивное строительство транспортных и производственных объектов.

## География и климат
Посёлок городского типа расположен на западном берегу бухты Ванина (Татарский пролив), на восточной оконечности Советско-Гаванского нагорья хребта Сихотэ-Алинь, в 370 километрах от города Хабаровска на восток (и немного севернее — 49 градусов 05 мин северной широты, 140 градусов 15 мин восточной долготы, 608 км — по дороге), в 10 км от города Советская Гавань, (32 км по дороге). Байкало-Амурской железной дорогой связан с Комсомольском-на-Амуре (на территории посёлка находится станция Ванино-Вокзал и Ванино-Порт), федеральной автомобильной трассой (08А-1) посёлок связан с автодорожной сетью края.
Умеренный муссонный климат с резкими суточными перепадами температуры. Короткая сухая и тёплая осень сменяется мягкой и достаточно снежной зимой: устойчивые отрицательные температуры в течение суток держатся с середины ноября по середину февраля. Первая половина зимы характерна незначительным количеством осадков, но регулярными, и весьма сильными ветрами с материка — в Новогоднюю ночь обычно холодно, малоснежно и ветрено. Весна наступает по сезону, но тянется долго — вплоть до первых чисел мая тёплые солнечные дни регулярно чередуются снежными зарядами, порою довольно сильными. По этой причине лето наступает достаточно поздно, и летом неделями возможна пасмурная погода и затяжные дожди. На побережье Татарского пролива и бухты Ванина в весенне-летний период часты туманы, преимущественно в ночное время.
Климатическое лето (среднесуточная температура выше +15) наступает в июле/августе (или может не наступить вообще).
Также климат разнообразят регулярные тайфуны и иногда — землетрясения.
Ванино и Ванинский район, как и большая часть территории Хабаровского края, приравнен к районам Крайнего севера.
| Показатель                                                          | Янв.  | Фев.  | Март  | Апр.  | Май  | Июнь | Июль | Авг. | Сен. | Окт.  | Нояб. | Дек.  | Год   |
| ------------------------------------------------------------------- | ----- | ----- | ----- | ----- | ---- | ---- | ---- | ---- | ---- | ----- | ----- | ----- | ----- |
| Абсолютный максимум, °C                                             | −4,1  | −0,1  | 6,9   | 10,1  | 20,1 | 22,2 | 25,3 | 27,7 | 22,7 | 16,6  | 8,3   | 3,1   | 27,7  |
| Средний суточный максимум, °C                                       | −14,4 | −11,3 | −3,9  | 3,1   | 9,9  | 13,5 | 17,1 | 19,6 | 15,6 | 8,2   | −1,8  | −9,2  | 3,9   |
| Средняя температура, °C                                             | −18,5 | −15,7 | −8,1  | 0,4   | 5,9  | 10,1 | 14,0 | 16,4 | 12,8 | 4,9   | −5,7  | −14   | 0,2   |
| Средний суточный минимум, °C                                        | −21,3 | −18,8 | −11,4 | −2,3  | 4,2  | 8,6  | 12,3 | 15,0 | 10,1 | 1,1   | −8,9  | −17,2 | −2,4  |
| Абсолютный минимум, °C                                              | −29,9 | −28,2 | −21,3 | −10,4 | −1,1 | 3,9  | 7,5  | 10,7 | 2,0  | −10,1 | −18,8 | −26,8 | −29,9 |
| Источник: ЕСИМО. data.oceaninfo.info. Дата обращения: 27 июля 2020. |       |       |       |       |      |      |      |      |      |       |       |       |       |

| Температура морской воды в Ванино | Температура морской воды в Ванино | Температура морской воды в Ванино | Температура морской воды в Ванино | Температура морской воды в Ванино | Температура морской воды в Ванино | Температура морской воды в Ванино | Температура морской воды в Ванино | Температура морской воды в Ванино | Температура морской воды в Ванино | Температура морской воды в Ванино | Температура морской воды в Ванино | Температура морской воды в Ванино |
| Янв                               | Фев                               | Мар                               | Апр                               | Май                               | Июн                               | Июл                               | Авг                               | Сен                               | Окт                               | Ноя                               | Дек                               | Год                               |
| −1,6 °C                           | −1,6 °C                           | −1,3 °C                           | 0,0 °C                            | 3,0 °C                            | 6,6 °C                            | 9,8 °C                            | 13,3 °C                           | 13,2 °C                           | 9,2 °C                            | 4,2 °C                            | −0,5 °C                           | 4,5 °C                            |
| --------------------------------- | --------------------------------- | --------------------------------- | --------------------------------- | --------------------------------- | --------------------------------- | --------------------------------- | --------------------------------- | --------------------------------- | --------------------------------- | --------------------------------- | --------------------------------- | --------------------------------- |

В августе 2014 года, по данным погодного сайта rp5.ru, максимальная температура воды составила +19 градусов.

## Население
| 1959    | 1970    | 1979    | 1989    | 1992    | 2000    | 2002    |
| ------- | ------- | ------- | ------- | ------- | ------- | ------- |
| 11 957  | ↗15 401 | ↗19 178 | ↗21 510 | ↗21 600 | ↘20 000 | ↘19 180 |
| 2009    | 2010    | 2011    | 2012    | 2013    | 2014    | 2015    |
| ↘18 210 | ↘17 001 | ↘16 956 | ↘16 692 | ↘16 496 | ↘16 076 | ↘15 756 |
| 2016    | 2017    | 2018    | 2019    | 2020    | 2021    | 2023    |
| ↘15 559 | ↘15 485 | ↘15 342 | ↘15 314 | ↘15 167 | ↗17 326 | ↘17 142 |
| 2024    | 2025    |         |         |         |         |         |
| ↘16 885 | ↘16 617 |         |         |         |         |         |

## Порт
Порт Ванино — крупнейший транспортный узел Хабаровского края. Он расположен на северо-западном берегу бухты Ванина в Татарском проливе и на Байкало-Амурской железнодорожной магистрали.
Навигация в порту открыта круглый год. В зимний период, когда акватория бухты покрыта льдом (с января по март), проводка судов осуществляется с помощью ледоколов. Порт работает круглосуточно.
В торговом порту имеется 22 грузовых причала и пирса общей протяжённостью более 3 км. Они входят в состав четырёх перегрузочных комплексов и нефтеналивного терминала.
Ванинский порт — транспортный узел, связывающий воедино железнодорожный, морской и автомобильный пути сообщения. Через Ванино поставляются грузы в северо-восточные регионы России, Японию, Южную Корею, Китай, Австралию, США и другие страны Азиатско-Тихоокеанского региона. Выгодное географическое расположение порта открывает ближайший выход к морю грузам, идущим с запада по Байкало-Амурской и Транссибирской железнодорожным магистралям. С 1973 г. работает морская железнодорожная переправа Ванино — Холмск.
Нефтеналивной терминал включает 3 причала. Суммарная ёмкость резервуарного парка нефтетерминала составляет 200 тыс. м³, из них 120 тыс. м³ предназначены для хранения тёмных нефтепродуктов и 80 тыс. м³ — для светлых нефтепродуктов. Производственные мощности терминала позволяют перегружать до 3 млн тонн нефтегрузов в год.
В состав портового флота входят более 20 единиц судов различного назначения, в том числе: несколько буксиров-кантовщиков («Тугнуй» и «Ургал»), один морской буксир, судно-водолей, маслозаправщик, сборщик льяльных вод, два самоходных и два несамоходных плашкоута, лихтеры, танкер-бункеровщик, нефтемусоросборщики, два пассажирских катера.
Порт обслуживает железнодорожная станция Ванино.
Грузооборот порта в 2005 году составлял 6,2 млн тонн, а в 2015 году уже 26,8 млн тонн. Основными грузами являются уголь, лес и пиломатериалы, цветные и чёрные металлы, контейнеры и руда.

## Достопримечательности
Во втором районе установлен памятник жертвам политических репрессий. Там же установлен камень с мемориальной доской в память о легендарном подводнике Великой Отечественной войны, Герое Советского Союза Александре Ивановиче Маринеско, который по сфабрикованному обвинению в преступлении, отбывал наказание в порту Ванино.
Имеются школьный и общественный музеи. В конце 2011 года планировалось, что начнёт работать краеведческий музей.

## Транспорт
Достаточно высокий процент населения имеет в собственности личные автомобили различных классов: популярны внедорожники, микроавтобусы, микрогрузовики. Не редкость в семье по две и более машины. Тем не менее, в пригороде Ванино располагается муниципальное автотранспортное предприятие, выполняющая рейсы как внутренних, так и загородных маршрутов на автобусах Daewoo и ПАЗ:
маршрут № 7: ЦРБ — ТЦ «Океан» — п. Токи
маршрут № 12: ЦРБ — п. Токи
маршрут № 14: магазин «Телец» — ТЦ «Океан»
маршрут № 15К: магазин «Телец» — Коппинский жилмассив — ЦРБ — китайский рынок
маршрут № 101: университет (автовокзал) — г. Советская Гавань.
маршрут № 102: гараж — «Орбита» — п. Токи-2 — школа № 4 — ЦРБ — Коппинский жилмассив — магазин «Телец»
маршрут № 103: «Телец» — ЦРБ — с. Датта — п. Монгохто
маршрут № 104: «Телец» — Коппинский жилмассив — п. Токи
маршрут № 105: магазин «Орбита» — п. Заветы Ильича — п. Бяудэ
маршрут № 106: Университет (автовокзал) — Коппинский ж/м — п. Заветы Ильича (по этому маршруту ходит основной, дополнительный и коммерческий рейсы).
С автостанции ежедневно отправляются автобусы на Хабаровск, 5 рейсов, «эконом» и «бизнес» комплектации. Время в пути — около 12 часов. Автобусы идут через аэропорт до автовокзала г. Хабаровска.
В Ванино несколько фирм такси, в том числе есть чисто женское. Плата за проезд вполне демократичная, а таксисты адекватные. Курсируют частные маршрутки, например каждые два часа следует маршрутное такси Монгохто — Ванино, с конечной остановкой возле Центральной районной больницы.
Также можно уехать до Владивостока, через Комсомольск-на-Амуре и Хабаровск на пассажирском поезде № 351/352 «Владивосток — Советская Гавань». Поезд ходит раз в сутки, вечером уходит до Владивостока, утром прибывает в Ванино. Несмотря на название, поезд не ходит до Совгавани, конечная станция у него — Совгавань-сортировочная в пос. Октябрьский (10 минут езды от Ванино). Через станцию Ванино также ходят два сезонных «пригородных» поезда — до ст. Высокогорная и ст. Тумнин.
Заработал аэропорт «Совгавань» — бывший военный аэродром Май-Гатка. Три раза в неделю из Хабаровска совершает рейсы самолёт L-410, цена полуторачасового перелёта — 4000 рублей (2015 год). В СССР от Совгавани до Хабаровска выполнялось 5 рейсов ежедневно на Ан-24 и один рейс до Владивостока. Рейсового автобуса до аэропорта нет.
Паромная переправа Ванино-Холмск уже много десятилетий осуществляется паромами серии «Сахалин» — в своё время это были весьма передовые суда. Железнодорожный вокзал одновременно является морским вокзалом, пассажиры на паромный причал перевозятся автобусами. О регулярности рейсов говорить не приходится, так как паром — грузопассажирский, и отходит — «по заполнению». Также отрицательное влияние оказывает нестабильность погодных условий в районе западного побережья Сахалина. При благоприятных условиях выполняется 2 рейса в сутки.

## Здравоохранение
Учреждения здравоохранения: «Центральная районная больница» Ванинского муниципального района со стационаром на 179 коек, Ванинская больница ФГУ «ДВОМЦ ФМБА России» со стационаром на 115 коек, военный госпиталь в/ч 86751 (филиал 1477 Военно-морского клинического госпиталя МО РФ).
Из частных учреждений можно отметить: стоматология «Дантист» (ул. Чехова д.5), медицинский центр (ул. Чехова д.7), ООО «Петро» (ул. Матросова 13), стоматология ООО «Витадент» (ул. Мира), ООО «Стимул» (ул. 1-я линия д.5), стоматология «Кедр» (ул. 1-я линия д.11)

## Экология
В связи с началом работ по отгрузке в порту Ванино глинозёма и угля, экологическая ситуация начала ухудшаться. Интенсивное расширение портовых мощностей в XXI веке привело к резкому ухудшению экологической ситуации в посёлке и прилегающих территориях, причём этот процесс сильно прогрессирует с каждым годом.

## Знаменитые уроженцы и жители
- Седых, Татьяна Александровна — журналист.
- Цыганков, Геннадий Дмитриевич — прославленный советский хоккеист, неоднократный чемпион СССР и мира, чемпион Олимпийских игр 1972 и 1976 годов.
- Варшавская, Любовь Егоровна — дизайнер-модельер.

## Ванино в массовой культуре
Ванино известен во многом благодаря песне «Ванинский порт».
Эдуард Лимонов выводит Ванино в стихотворении «В Приморье» («На вышку зачем-то повесили флаг»):
— А Ванино?
— Банком уже прикарманено,
Огромное сине-железное Ванино.
Там болтом и гайкой посредственный шторм звенит,
Такое у нас получается Ванино…
И это тебе не «Пираты Карибского моря»,

А русское дальневосточное сильное горе.

## Фотогалерея
- Концерт на площади Мира (напротив здание районной администрации)
- Утренний туман в порту (7 августа 2013 г.)
- Ул. 1-я Линия, продуктовый рынок (20 февраля 2015 года)
- Приморский бульвар вечером 27 августа 2011 г.
- Порт Ванино
- Заправка "Трансбункер" (местный НПЗ).
- Сбербанк, кафе "Атлантида", Дом книги. Декабрь, снега нет, гололёд и около -15° днём.
- Ул. 1 Линия дом 2
- По Приморскому бульвару на машине (24 декабря 2003 г.).
- Приморский бульвар весной. Такая погода стоит до первой недели мая.
- Виадук через железку

## Города-побратимы
- Йосу, Южная Корея.
- Исикари, Япония.